# Lega Nazionale 1938-1939
L'edizione 1938-1939 della Lega Nazionale vide la vittoria finale del Grasshopper Club Zürich.
Capocannoniere del torneo fu Josef Artimovics (FC Grenchen), con 15 reti.

## Stagione

### Novità
Dalla Lega Nazionale 1937-1938 è stato retrocesso in Prima Lega 1938-1939 il Berna. Dalla Prima Lega 1937-1938 è stata promossa La Chaux-de-Fonds.

## Squadre partecipanti
| Club              | Città             | Stadio               | Stagione 1938-1939          |
| ----------------- | ----------------- | -------------------- | --------------------------- |
| Basilea           | Basilea           | Stadion Landhof      | 4º posto in Lega Nazionale  |
| Bienne            | Bienne            | Stadion Gurzelen     | 9º posto in Lega Nazionale  |
| Grasshoppers      | Zurigo            | Hardturm Stadion     | 2º posto in Lega Nazionale  |
| Grenchen          | Grenchen          | Stadion Brühl        | 10º posto in Lega Nazionale |
| La Chaux-de-Fonds | La Chaux de Fonds | Parc des Sports      | Promossa dalla Prima Lega   |
| Losanna           | Losanna           | Stade de la Pontaise | 6º posto in Lega Nazionale  |
| Lucerna           | Lucerna           | Stadion Allmend      | 11º posto in Lega Nazionale |
| Lugano            | Lugano            | Campo Marzio         | Campione di Svizzera        |
| Nordstern         | Basilea           | Stadion Landhof      | 5º posto in Lega Nazionale  |
| Servette          | Ginevra           | Stade des Charmilles | 6º posto in Lega Nazionale  |
| Young Boys        | Berna             | Wankdorfstadion      | 3º posto in Lega Nazionale  |
| Young Fellows     | Zurigo            | Hardturm Stadion     | 8º posto in Lega Nazionale  |

## Classifica finale
|  | Pos. | Squadra           | Pt | G  | V  | N | P  | GF | GS | DR  |
|  | ---- | ----------------- | -- | -- | -- | - | -- | -- | -- | --- |
|  | 1.   | Grasshoppers      | 31 | 22 | 12 | 7 | 3  | 34 | 20 | +14 |
|  | 2.   | Grenchen          | 27 | 22 | 10 | 7 | 5  | 38 | 30 | +8  |
|  | 2.   | Lugano            | 27 | 22 | 11 | 5 | 6  | 29 | 23 | +6  |
|  | 4.   | Servette          | 26 | 22 | 11 | 4 | 7  | 43 | 28 | +15 |
|  | 5.   | Nordstern         | 23 | 22 | 8  | 7 | 7  | 29 | 24 | +5  |
|  | 6.   | Losanna           | 22 | 22 | 8  | 6 | 8  | 34 | 28 | +6  |
|  | 6.   | La Chaux-de-Fonds | 22 | 22 | 9  | 4 | 9  | 29 | 41 | -12 |
|  | 8.   | Lucerna           | 19 | 22 | 7  | 5 | 10 | 42 | 45 | -3  |
|  | 9.   | Young Fellows     | 18 | 22 | 6  | 6 | 10 | 29 | 31 | -2  |
|  | 10.  | Young Boys        | 17 | 22 | 4  | 9 | 9  | 22 | 35 | -13 |
|  | 10.  | Bienne            | 17 | 22 | 4  | 9 | 9  | 22 | 39 | -17 |
|  | 12.  | Basilea           | 15 | 22 | 5  | 5 | 12 | 29 | 36 | -7  |

### Verdetti
- Grasshoppers Campione di Svizzera 1937-1938.
- Losanna vincitrice della Coppa Svizzera 1938-1939.
- Basilea retrocesso in Prima Lega.

### Tabellone
|                   | BAS | BIE | GRA | GRE | LCF | LOS | LUC | LUG | NOR | SER | YBO | YFE |
| Basilea           |     | 0-0 | 3-1 | 2-0 | 2-2 | 1-0 | 4-1 | 7-0 | 0-1 | 0-1 | 0-0 | 0-1 |
| Bienne            | 4-1 |     | 0-0 | 1-4 | 2-0 | 1-1 | 2-2 | 1-1 | 0-0 | 0-0 | 0-1 | 2-1 |
| Grasshoppers      | 4-0 | 3-1 |     | 1-0 | 3-1 | 2-1 | 3-1 | 2-1 | 0-0 | 2-1 | 0-0 | 2-0 |
| Grenchen          | 3-2 | 3-1 | 1-1 |     | 4-1 | 1-0 | 1-1 | 1-0 | 3-1 | 2-1 | 2-4 | 2-2 |
| La Chaux-de-Fonds | 2-0 | 2-3 | 2-2 | 2-1 |     | 2-0 | 2-1 | 2-1 | 2-1 | 1-2 | 2-1 | 0-0 |
| Losanna           | 2-0 | 3-0 | 1-1 | 1-2 | 6-0 |     | 3-1 | 1-1 | 1-1 | 2-1 | 4-0 | 2-1 |
| Lucerna           | 4-3 | 5-1 | 3-1 | 2-2 | 2-3 | 3-1 |     | 1-2 | 2-1 | 2-4 | 1-0 | 5-2 |
| Lugano            | 1-0 | 1-1 | 0-1 | 1-1 | 3-0 | 3-0 | 1-0 |     | 3-0 | 2-1 | 2-0 | 3-1 |
| Nordstern         | 4-1 | 2-1 | 1-0 | 2-0 | 3-0 | 1-2 | 1-1 | 2-0 |     | 1-1 | 0-1 | 1-1 |
| Servette          | 2-1 | 6-0 | 2-3 | 1-1 | 2-0 | 2-2 | 3-1 | 0-1 | 3-0 |     | 2-1 | 2-5 |
| Young Boys        | 1-1 | 1-1 | 1-1 | 2-2 | 1-1 | 1-1 | 5-2 | 0-0 | 1-5 | 1-3 |     | 0-3 |
| Young Fellows     | 1-1 | 2-0 | 0-1 | 1-2 | 1-2 | 3-0 | 0-0 | 1-2 | 1-1 | 0-3 | 2-0 |     |

#### Calendario
| Andata (1ª) | Andata (1ª) | Prima giornata            | Ritorno (12ª) | Ritorno (12ª) |
|             |             |                           |               |               |
| 4 set. 1938 | 2-2         | Basilea-La Chaux de Fonds | 0-2           | 11 dic. 1938  |
| 4 set. 1938 | 1-1         | Bienne-Losanna            | 0-3           | 11 dic. 1938  |
| 4 set. 1938 | 3-1         | Grasshoppers-Lucerna      | 1-3           | 11 dic. 1938  |
| 4 set. 1938 | 3-1         | Lugano-Young Fellows      | 2-1           | 11 dic. 1938  |
| 4 set. 1938 | 1-1         | Servette-Grenchen         | 1-2           | 11 dic. 1938  |
| 4 set. 1938 | 1-5         | Young Boys-Nordstern      | 1-0           | 11 dic. 1938  |

| Andata (2ª)  | Andata (2ª) | Seconda giornata         | Ritorno (13ª) | Ritorno (13ª) |
|              |             |                          |               |               |
| 11 set. 1938 | 4-0         | Grasshoppers-Basilea     | 1-3           | 18 dic. 1938  |
| 11 set. 1938 | 2-4         | Grenchen-Young Boys      | 2-2           | 18 dic. 1938  |
| 11 set. 1938 | 2-3         | La Chaux de Fonds-Bienne | 0-2           | 18 dic. 1938  |
| 11 set. 1938 | 2-1         | Losanna-Servette         | 2-2           | 18 dic. 1938  |
| 11 set. 1938 | 5-2         | Lucerna-Young Fellows    | 0-0           | 18 dic. 1938  |
| 11 set. 1938 | 2-0         | Nordstern-Lugano         | 0-3           | 18 dic. 1938  |

| Andata (3ª)  | Andata (3ª) | Terza giornata             | Ritorno (14ª) | Ritorno (14ª) |
|              |             |                            |               |               |
| 25 set. 1938 | 4-1         | Basilea-Lucerna            | 3-4           | 19 feb.       |
| 25 set. 1938 | 0-0         | Bienne-Grasshoppers        | 1-3           | 27 mag.       |
| 25 set. 1938 | 1-1         | Lugano-Grenchen            | 0-1           | 5 mar. 1939   |
| 25 set. 1938 | 2-0         | Servette-La Chaux de Fonds | 2-1           | 5 mar. 1939   |
| 25 set. 1938 | 1-1         | Young Boys-Losanna         | 0-4           | 15 gen. 1939  |
| 25 set. 1938 | 1-1         | Young Fellows-Nordstern    | 1-1           | 15 gen. 1939  |

| Andata (4ª) | Andata (4ª) | Quarta giornata              | Ritorno (15ª) | Ritorno (15ª) |
|             |             |                              |               |               |
| 3 ott. 1938 | 0-0         | Basilea-Bienne               | 1-4           | 22 gen. 1939  |
| 3 ott. 1938 | 2-1         | Grasshoppers-Servette        | 3-2           | 22 gen. 1939  |
| 3 ott. 1938 | 2-2         | Grenchen-Young Fellows       | 2-1           | 22 gen. 1939  |
| 3 ott. 1938 | 2-1         | La Chaux de Fonds-Young Boys | 1-1           | 22 gen. 1939  |
| 3 ott. 1938 | 1-1         | Losanna-Lugano               | 0-3           | 22 gen. 1939  |
| 3 ott. 1938 | 2-1         | Lucerna-Nordstern            | 1-1           | 22 gen. 1939  |

| Andata (5ª) | Andata (5ª) | Quinta giornata           | Ritorno (16ª) | Ritorno (16ª) |
|             |             |                           |               |               |
| 9 ott. 1938 | 2-2         | Bienne-Lucerna            | 1-5           | 26 feb. 1939  |
| 9 ott. 1938 | 3-0         | Lugano-La Chaux de Founds | 1-2           | 26 feb. 1939  |
| 9 ott. 1938 | 2-0         | Nordstern-Grenchen        | 1-3           | 26 feb. 1939  |
| 9 ott. 1938 | 2-1         | Servette-Basilea          | 1-0           | 26 feb. 1939  |
| 9 ott. 1938 | 1-1         | Young Boys-Grasshoppers   | 0-0           | 26 feb. 1939  |
| 9 ott. 1938 | 3-0         | Young Fellows-Losanna     | 1-2           | 26 feb. 1939  |

| Andata (6ª)  | Andata (6ª) | Sesta giornata                  | Ritorno (17ª) | Ritorno (17ª) |
|              |             |                                 |               |               |
| 16 ott. 1938 | 0-0         | Basilea-Young Boys              | 1-1           | 12 mar. 1939  |
| 16 ott. 1938 | 0-0         | Bienne-Servette                 | 0-6           | 12 mar. 1939  |
| 16 ott. 1938 | 2-1         | Grasshoppers-Lugano             | 1-0           | 12 mar. 1939  |
| 16 ott. 1938 | 0-0         | La Chaux de Fonds-Young Fellows | 2-1           | 12 mar. 1939  |
| 16 ott. 1938 | 1-1         | Losanna-Nordstern               | 2-1           | 12 mar. 1939  |
| 16 ott. 1938 | 2-2         | Lucerna-Grenchen                | 1-1           | 12 mar. 1939  |

| Andata (7ª)  | Andata (7ª) | Settima giornata          | Ritorno (18ª) | Ritorno (18ª) |
|              |             |                           |               |               |
| 23 ott. 1938 | 1-0         | Grasshoppers-Grenchen     | 1-1           | 16 apr. 1939  |
| 23 ott. 1938 | 6-0         | Losanna-La Chaux de Fonds | 0-2           | 16 apr. 1939  |
| 23 ott. 1938 | 2-1         | Lugano-Servette           | 1-0           | 16 apr. 1939  |
| 23 ott. 1938 | 4-1         | Nordstern-Basilea         | 1-0           | 16 apr. 1939  |
| 23 ott. 1938 | 5-2         | Young Boys-Lucerna        | 0-1           | 16 apr. 1939  |
| 23 ott. 1938 | 2-0         | Young Fellows-Bienne      | 1-2           | 16 apr. 1939  |

| Andata (8ª)  | Andata (8ª) | Ottava giornata             | Ritorno (19ª) | Ritorno (19ª) |
|              |             |                             |               |               |
| 30 ott. 1938 | 1-0         | Grenchen-Losanna            | 2-1           | 21 mag.       |
| 30 ott. 1938 | 1-0         | Lugano-Basilea              | 0-7           | 18 mag.       |
| 30 ott. 1938 | 3-0         | Nordstern-Le Chaux de Fonds | 1-2           | 21 mag. 1939  |
| 30 ott. 1938 | 3-1         | Servette-Lucerna            | 4-2           | 21 mag. 1939  |
| 30 ott. 1938 | 1-1         | Young Boys-Bienne           | 1-0           | 18 mag.       |
| 30 ott. 1938 | 0-1         | Young Fellows-Grasshoppers  | 0-2           | 19 mar.       |

| Andata (9ª)  | Andata (9ª) | Nona giornata              | Ritorno (20ª) | Ritorno (20ª) |
|              |             |                            |               |               |
| 13 nov. 1938 | 0-1         | Basilea-Young Fellows      | 1-1           | 26 mar. 1939  |
| 13 nov. 1938 | 1-1         | Bienne-Lugano              | 1-1           | 26 mar. 1939  |
| 13 nov. 1938 | 0-0         | Grasshoppers-Nordstern     | 0-1           | 26 mar. 1939  |
| 13 nov. 1938 | 2-1         | La Chaux de Fonds-Grenchen | 1-4           | 18 mag.       |
| 13 nov. 1938 | 3-1         | Lucerna-Losanna            | 1-3           | 26 mar. 1939  |
| 13 nov. 1938 | 2-1         | Servette-Young Boys        | 3-1           | 26 mar. 1939  |

| Andata (10ª) | Andata (10ª) | Decima giornata           | Ritorno (21ª) | Ritorno (21ª) |
|              |              |                           |               |               |
| 27 nov. 1938 | 2-0          | Basilea-Grenchen          | 2-3           | 23 apr. 1939  |
| 27 nov. 1938 | 0-0          | Bienne-Nordstern          | 1-2           | 23 apr. 1939  |
| 27 nov. 1938 | 2-1          | Grasshoppers-Losanna      | 1-1           | 23 apr. 1939  |
| 27 nov. 1938 | 2-3          | Lucerna-Le Chaux de Fonds | 1-2           | 23 apr. 1939  |
| 27 nov. 1938 | 2-5          | Servette-Young Fellows    | 3-0           | 23 apr. 1939  |
| 27 nov. 1938 | 0-0          | Young Boys-Lugano         | 0-2           | 23 apr. 1939  |

| Andata (11ª) | Andata (11ª) | Undicesima giornata            | Ritorno (22ª) | Ritorno (22ª) |
|              |              |                                |               |               |
| 4 dic. 1938  | 3-1          | Grenchen-Bienne                | 4-1           | 30 apr. 1939  |
| 4 dic. 1938  | 2-2          | Le Chaux de Fonds-Grasshoppers | 1-3           | 30 apr. 1939  |
| 4 dic. 1938  | 2-0          | Losanna-Basilea                | 0-1           | 30 apr. 1939  |
| 4 dic. 1938  | 1-0          | Lugano-Lucerna                 | 2-1           | 30 apr. 1939  |
| 4 dic. 1938  | 1-1          | Nordstern-Servette             | 0-3           | 30 apr. 1939  |
| 4 dic. 1938  | 2-0          | Young Fellows-Young Boys       | 3-0           | 30 apr. 1939  |

## Classifica marcatori
| Gol |  |  | Giocatore        | Squadra  |
| --- |  |  | ---------------- | -------- |
| 15  |  |  | Josef Artimovics | Grenchen |
| 13  |  |  | Georges Aeby     | Servette |
| 12  |  |  | Semp             | Lucerna  |